# بيدرو حزقيال كاباييرو
بيدرو حزقيال كاباييرو (بالإسبانية: Pedro Juan Caballero)‏ هو عسكري وسياسي باراغواياني، ولد في 29 يونيو 1786 في باراغواي، وتوفي في 13 يوليو 1821 في أسونسيون في باراغواي.